# Aldi
 Denne artikel bør gennemlæses af en person med fagkendskab for at sikre den faglige korrekthed.

Aldi (også stavet ALDI) er en discountsupermarkedskæde med butikker i lande over det meste af verden. 

## Historie
Karl Albrecht Senior (1886–1943) var en bager i Schonnebeck, en forstad til Essen, hvis kone 10. april 1913 åbnede en såkaldt Tante-Emma-Laden (lille dagligvarebutik) i Essen-Schonnebeck. Efter anden verdenskrig overtog sønnerne Karl og Theo Albrecht forretningen, og allerede tre år senere påbegyndte de udvidelse til filialdrift og fastlagde ved samme lejlighed deres koncept til at omfatte et produktudvalg af god kvalitet, lave priser og beskedne omkostninger. Det første Aldi-discountmarked åbnede i Dinslaken i 1962. Navnet Aldi er en forkortelse for Albrecht-Diskont.

### Opsplitning af Aldi Nord og Aldi Süd
Da brødrene ikke kunne blive enige om at optage tobaksvarer i sortimentet, opdelte de i 1960 Aldi i de to selvstændige koncerner Aldi Nord (under Theo Albrecht) og Aldi Süd (under Karl Albrecht), der opererer i hver sin del af Tyskland. Aldi Süd begyndte først at forhandle tobaksvarer i 2003. Trods samarbejde om f.eks. varemærker er de to koncerner retsligt, organisatorisk og finansielt uafhængige af hinanden. Grænsen mellem de tyske Aldi Nord- og Aldi Süd-butikker, for sjov betegnet som Aldi-ækvatoren, går gennem Nordrhein-Westfalen og Hessen og langs grænsen mellem Thüringen og Bayern.
Begge Aldi-koncerner er også etableret uden for Tyskland, men ikke i samme lande.

## Udbredelse
Aldi er pr. 2017 repræsenteret i 19 lande, primært i Europa, men også i Australien, Kina og USA. Antal filialer stammer hovedsageligt fra 2015. Aldi lukkede i Danmark i 2023.
| Land                 | Navn         | Nord/Syd | Etableret  | Filialer     |
| -------------------- | ------------ | -------- | ---------- | ------------ |
| Tyskland             | Aldi         | Nord     | 1961       | ca. 2.400    |
| Tyskland             | Aldi Süd     | Syd      | 1962       | ca. 1.880    |
| Belgien / Luxembourg | Aldi         | Nord     | 1976/1991  | 461          |
| Holland              | Aldi         | Nord     | 1973       | 498          |
| Frankrig             | Aldi Marché  | Nord     | 1988       | 899          |
| Spanien              | Aldi         | Nord     | 2002       | 260          |
| Portugal             | Aldi         | Nord     | 2006       | 47           |
| Polen                | Aldi         | Nord     | 2009       | 105          |
| Danmark              | Aldi         | Nord     | 1977       | 190          |
| Slovenien            | Hofer        | Syd      | Dec. 2005  | 80           |
| Storbritannien       | Aldi UK      | Syd      | 1989       | 740          |
| Irland               | Aldi Süd     | Syd      | 1989       | 130          |
| USA                  | Aldi US      | Syd      | 1976       | 1.670        |
| USA                  | Trader Joe's | Nord     | 1979       | 460          |
| Australien           | Aldi         | Syd      | Jan. 2001  | 480          |
| Schweiz              | Aldi Suisse  | Syd      | 27.10.2005 | 190          |
| Østrig               | Hofer        | Syd      | 1968       | 470          |
| Ungarn               | Aldi         | Syd      | 2008       | ca. 100      |
| Kina                 |              | Syd      | 2017       | (kun online) |
| Italien              |              | Syd      | planlagt   | ...          |

### Tyskland
Aldis sortiment består i overvejende grad af private label-produkter.
Siden 2005 har Aldi-koncernerne i samarbejde udnyttet gode erfaringer med lavprismobiltelefoni fra datterselskabet Hofer i Østrig til at drive ALDI Talk der er et lavprismobiltelefonikoncept, hvor kunderne køber taletid i Aldis butikker.
Aldi er blandt de største discountkæder i sit hjemland.

## Danmark
I 1977 åbnede Aldi den første discountbutik i Danmark. Aldi var den første rigtige discountkæde i Danmark og introducerede derved discount-konceptet i landet. I de seneste år havde Aldi haft fokus på at udvide sortimentet af mærkevarer, økologiske, danske og veganske varer. Siden begyndelsen af 2017 havde Aldi desuden været i gang med en omfattende renovering af butikkerne, som fortsatte ind i 2018 og 2019.
I 2021 havde Aldi opsat solcelleanlæg og ladestandere ved flere butikker.
9. december 2022 udsendte Aldi Nord en pressemeddelse, hvor det blev fastslået at Aldi trækker sig ud af Danmark. 114 af kædens i alt 188 butikker vil blive overtaget af Rema 1000. Butikkernes udstyr doneres til lokale fordelere af restmad.

## Prisvinder
Den 10. oktober 2020 blev Aldi kåret som vinder af Politikens pristjek af økologiske varer blandt 13 danske supermarkeder.
I 2022 blev Aldi kåret som vinder af B.T.'s pristjek som den billigste

## Ekstern henvisning
- Wikimedia Commons har flere filer relateret til Aldi
- Fælles hjemmeside for begge kæder
- ALDI Danmark